# Hubert Herbreteau

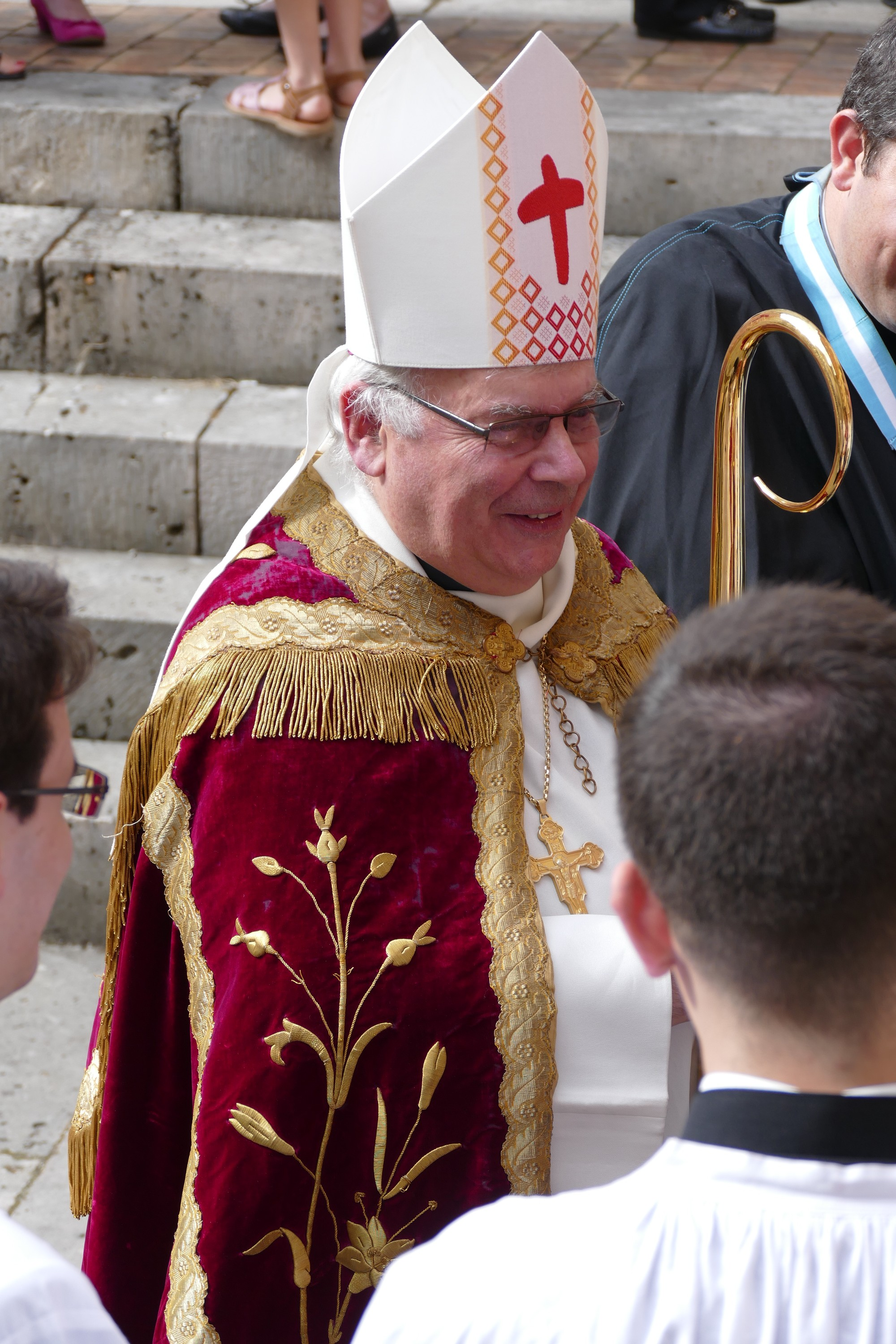
Hubert Herbreteau, 2015

Bischofswappen von Hubert Herbreteau

Hubert Marie Michel Marcel Herbreteau (* 10. Juni 1948 in Vendrennes, Département Vendée, Frankreich) ist ein französischer Geistlicher und emeritierter römisch-katholischer Bischof von Agen.

## Leben
Hubert Herbreteau empfing am 8. September 1974 durch Bischof Charles-Auguste-Marie Paty die Diakon- und am 22. Juni 1975 die Priesterweihe für das Bistum Luçon.
Papst Johannes Paul II. ernannte ihn am 17. Januar 2005 zum Bischof von Agen. Die Bischofsweihe spendete ihm der Erzbischof von Bordeaux, Jean-Pierre Ricard, am 24. April desselben Jahres; Mitkonsekratoren waren Michel Santier, Bischof von Luçon, und Jean-Charles Descubes, Erzbischof von Rouen.
Am 19. August 2023 nahm Papst Franziskus seinen altersbedingten Rücktritt an.